# Campylium stellatum
Campylium stellatum là một loài Rêu trong họ Amblystegiaceae. Loài này được (Hedw.) C.E.O. Jensen mô tả khoa học đầu tiên năm 1887.